# King Gimp
Pour plus de détails, voir Fiche technique et Distribution.
King Gimp est un film documentaire américain réalisé par Susan Hannah Hadary et William A. Whiteford, sorti en 1999.
Le film a été récompensé par un Oscar du meilleur court métrage documentaire lors de la 72e cérémonie des Oscars en 2000.

## Synopsis
Le film raconte la vie de Dan Keplinger, un artiste du Maryland infirme moteur cérébral.

## Fiche technique
- Réalisation : Susan Hannah Hadary et William A. Whiteford
- Scénario :  Dan Keplinger
- Production :  Tapestry International Productions
- Musique : Michael Bacon
- Montage : Geof Bartz
- Durée : 39 minutes
- Date de sortie : 1999

## Récompenses et distinctions
- 2000 : Oscar du meilleur court métrage documentaire[2]
- 2001 : nommé aux Primetime Emmy Awards
- 2001 : Peabody Award